# 蒂鲁马拉
蒂鲁马拉（Tirumala），是印度安得拉邦Chittoor县的一个城镇。总人口17789（2001年）。

## 人口
该地2001年总人口17789人，其中男性9220人，女性8569人；0—6岁人口1975人，其中男1021人，女954人；识字率72.80%，其中男性为80.21%，女性为64.84%。